# سفينة-كيو

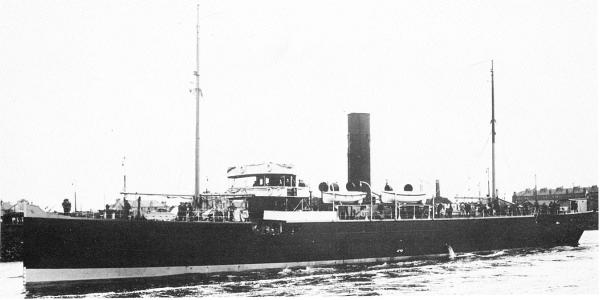

سفينة-كيو - والمعروفة أيضًا باسم Q - boats أو سفن شرك أو سفن الخدمة الخاصة أو سفن الغموض - عبارة عن سفن تجارية مدججة بالسلاح مزودة بأسلحة تهدف إلى جذب الغواصات لشن هجمات على السطح. واعطى خروج الغواصة لسطح لتنفيذ هجمات الفرصة لسفن يو لفتح النار وإغراقها. ساهم استخدام سفن كيو - في التخلي عن قواعد كروزالتي تقيد الهجمات على السفن التجارية غير المسلحة وفي التحول إلى حرب الغواصات غير المقيدة في القرن العشرين. 
تم استخدامها من قبل القوات البحرية الملكية البريطانية والبحرية الإمبراطورية الألمانية خلال الحرب العالمية الأولى وكريغسمارينه والبحرية الأمريكية خلال الحرب العالمية الثانية (1939-1945).

## روابط خارجية
- سفن البحرية الملكية 'س'
- الخدمة الخاصة البريطانية أو Q- السفن
- Q-23
- Für Kaiser und Reich ، القوارب الملكية لصاحب الجلالة الإمبراطورية الألمانية في الحرب العالمية الأولى
- "Q-Boats - إجابة على الغواصات" ، العلوم الشعبية ، يناير 1940
- Chatterton، E. Keble (1922). Q-Ships and Their Story. London: Sidgwick & Jackson. OCLC:558195598.